# Jarosław Marycz
Jarosław Marycz (ur. 17 kwietnia 1987 w Koszalinie) – polski kolarz szosowy.

## Kariera
Karierę zaczynał w koszalińskim klubie kolarskim Spółdzielca.
W lipcu 2009 został w Belgii wicemistrzem Europy orlików (do lat 23) w wyścigu szosowym ze startu wspólnego. Reprezentant Polski na mistrzostwach świata w 2008 roku w Varese, 2009 w Mendrisio oraz 2010 w Geelong.
W listopadzie 2009 podpisał kontrakt z duńską zawodową grupą Team Saxo Bank, będąc piątym w sezonie polskim kolarzem posiadającym licencję do startów w ProTour. W listopadzie 2012 podpisał dwuletni kontrakt z polską zawodową grupą CCC Polsat Polkowice.
Na 1. etapie Tour de Pologne 2010 w Warszawie zajął 5. miejsce i w ten sposób zdobył swój pierwszy w karierze punkt w klasyfikacji Pro Tour.
Startował m.in. w Vuelta a España w 2011 (149 m. w klasyfikacji końcowej) i Giro d’Italia w 2015 (nie ukończył).

## Najważniejsze zwycięstwa i sukcesy
2005
- 4. miejsce w mistrzostwach świata juniorów (jazda ind. na czas)

2007
- 1. miejsce na 4. etapie Tour du Loir-et-Cher

2008
- 1. miejsce w mistrzostwach Polski do lat 23 (jazda ind. na czas)
- 1. miejsce w Berner Rundfahrt

2009
- 1. miejsce w mistrzostwach Polski do lat 23 (jazda ind. na czas)
- 2. miejsce w mistrzostwach Europy do lat 23 (start wspólny)
- 1. miejsce na 3. etapie Okolo Slovenska

2010
- 1. miejsce w mistrzostwach Polski (jazda ind. na czas)
- 5. miejsce na 1. etapie Tour de Pologne

2013
- 1. miejsce w Wyścigu Szlakiem Bursztynowym
  - 1. miejsce na 2. etapie

2014
- 1. miejsce w Dookoła Mazowsza

2017
- 1. miejsce na 2. etapie Dookoła Mazowsza